# Deutsche Cadre-45/2-Meisterschaft 1938

Veranstaltungsort: Köln

Die Deutsche Cadre-45/2-Meisterschaft 1938 war eine Billard-Turnierserie und fand vom 10. bis zum 13. Januar 1938 in Köln zum 20. Mal statt.

## Geschichte
Sehr souverän verteidigte der zweimalige Weltmeister Walter Joachim aus Berlin seinen Deutschen Meistertitel im Cadre 45/2. Er erzielte alle Turnierbestleistungen und verwies den dreimaligen Deutschen Meister Carl Foerster aus Aachen auf Platz zwei. Joachims Vereinskollege Werner Sorge verteidigte seinen dritten Platz aus dem Vorjahr.

## Turniermodus
Das ganze Turnier wurde im Round-Robin-System bis 400 Punkte mit Nachstoß gespielt. Bei MP-Gleichstand wurde in folgender Reihenfolge gewertet:
1. MP = Matchpunkte
2. GD = Generaldurchschnitt
3. HS = Höchstserie

## Abschlusstabelle
| MP    | Match Points (Sieger = 2; Unentschieden = 1; Verlierer = 0) |
| Pkte. | Erzielte Karambolagen                                       |
| Aufn. | Benötigte Versuche                                          |
| GD    | Generaldurchschnitt                                         |
| BED   | Bester Einzeldurchschnitt eines Spielers                    |
| HS    | Höchstserie                                                 |
|       | Bester GD des Turniers                                      |
|       | Bester ED des Turniers                                      |
|       | Beste HS des Turniers                                       |
|       | 1. Platz (Gold)                                             |
|       | 2. Platz (Silber)                                           |
|       | 3. Platz (Bronze)                                           |

| Klassement                 | Klassement                           | Klassement | Klassement | Klassement | Klassement | Klassement | Klassement |
| Platz                      | Name                                 | MP         | Pkte.      | Aufn.      | GD         | BED        | HS         |
| -------------------------- | ------------------------------------ | ---------- | ---------- | ---------- | ---------- | ---------- | ---------- |
| 1                          | Walter Joachim (Berlin)              | 14:0       | 2800       | 133        | 21,05      | 40,00      | 185        |
| 2                          | Carl Foerster (Aachen)               | 10:4       | 2463       | 198        | 12,43      | 18,18      | 77         |
| 3                          | Werner Sorge (Berlin)                | 9:5        | 2692       | 158        | 17,03      | 23,52      | 179        |
| 4                          | Gerd Thielens (Gelsenkirchen)        | 8:6        | 2239       | 153        | 14,63      | 19,04      | 117        |
| 5                          | Walter Lütgehetmann (Frankfurt/Main) | 7:7        | 2607       | 167        | 15,61      | 26,66      | 173        |
| 6                          | Otto Unshelm (Magdeburg)             | 6:8        | 2384       | 172        | 13,86      | 26,66      | 113        |
| 7                          | Pretorius Wagner (Nürnberg)          | 2:12       | 1373       | 139        | 9,87       | 14,28      | 51         |
| 8                          | Heinz-Willi Schürgens (Köln)         | 0:14       | 1331       | 180        | 7,39       | –          | 93         |
| Turnierdurchschnitt: 13,76 |                                      |            |            |            |            |            |            |